# 連続立体交差事業

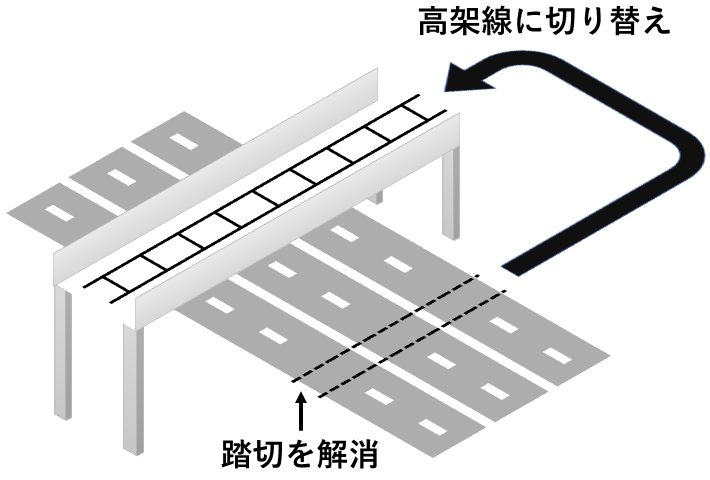
イメージ図

連続立体交差事業（れんぞくりったいこうさじぎょう）は、鉄道線路を高架もしくは地下に切り替え、道路との立体交差を3箇所以上新設する事業である。

## 施工法

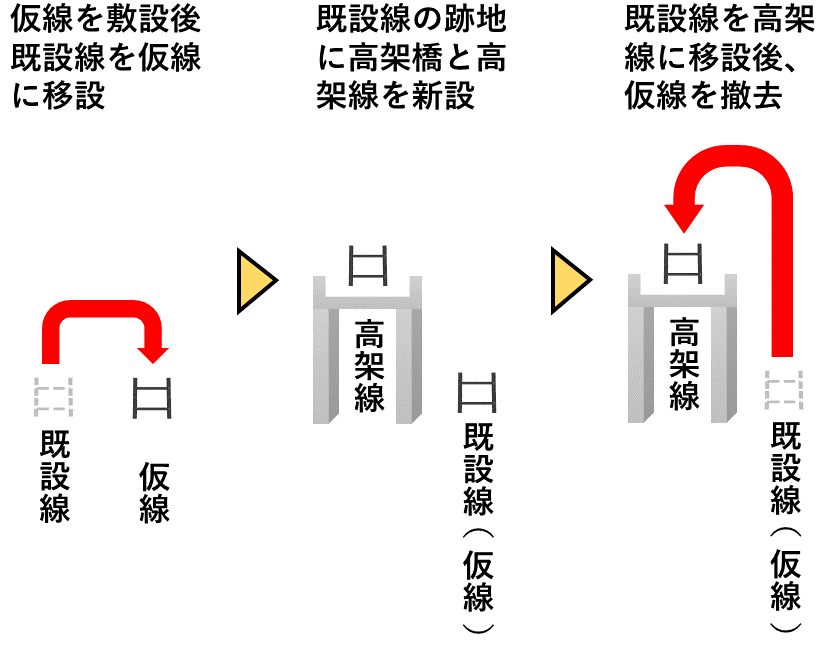
仮線工法の例

施工法は、下記のとおり。
高架方式
仮線：既設線を仮線に切り替え、跡地に高架橋を新設。
別線：既設線の横に高架橋を新設。
直上高架：既設線の真上に高架橋を新設。
逆立体：高架道路を地上に下ろすとともに、鉄道線路を高架化。
地下方式
トンネル工法で敷設。

## 歴史

### 高架化工事
神戸市街線（JR神戸線）灘駅 - 鷹取駅間で施工した。
山側にある現在線を海側に切り替え、跡地に2線分の高架橋を築造する。1918年9月に鷹取駅付近の用地買収から始まり、1931年に高架橋が完成した。現在線を高架線に切り替えた後は、海側の跡地に2線分の高架橋を設ける。高架橋の完成は、1937年である。1939年に工事を完了した。

### 地下化工事
新京阪線（現：阪急京都本線）西京極駅 - 京阪京都駅（現：大宮駅）間で初めて実施した。
新京阪鉄道は、京都市内への乗り入れを構想するも、市街化が進んだため、地下線での乗り入れを決めた。1928年6月15日に工事を着手した。地下による西院駅と大宮駅の開業は、1931年3月31日である。1931年4月に竣工した。

### 高架線の定義

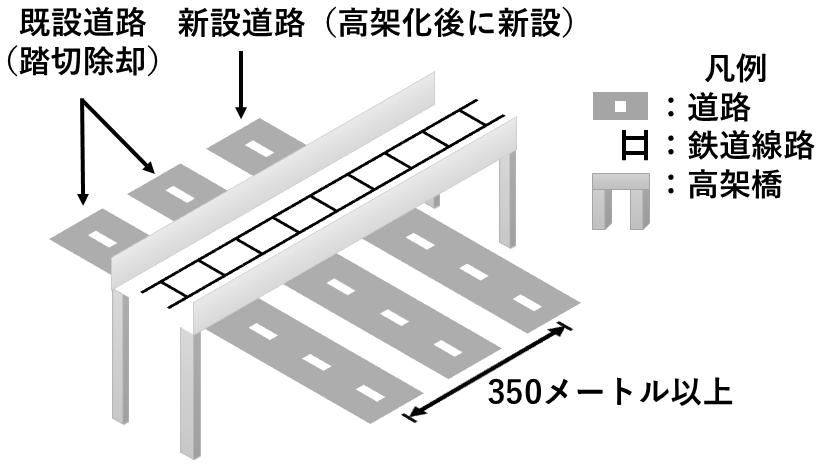
高架線の定義

1964年8月7日に建設省と日本国有鉄道（以下、国鉄）間で、道路と鉄道との交差に関する建設省、日本国有鉄道協定（建国協定）に基づく既設跨線橋の改築、鉄道の高架化、操車場の新設の場合等における費用負担についての覚書を結んだ。国鉄と道路管理者間で1/2ずつ負担する。高架線の定義は、下記のとおり。
1. 道路と鉄道線路との立体交差を3箇所以上新設[12]。
2. 両端の道路の中心線距離が350メートル以上[12][注釈 1]。
3. 踏切を2箇所以上除却[12]。

### 事業の見直し
1967年3月に赤字経営の国鉄から、線路高架化にかかる費用負担についての要望があった。
1. 建国協定は、現状維持[15]。
2. 高架化による受益額[注釈 2]を国鉄が負担[15]。
3. 建国協定による国鉄側分担額と受益額との差額は、国が負担[15]。

国鉄の要望を受け、1967年4月27日の国鉄基本問題調査会で、細田吉蔵が細田試案を示した。
1. 鉄道高架化は、都市再開発と交通の円滑化を図る目的で実施[15]。
2. 国鉄・私鉄を通じて、高架化すべき鉄道区間を建設運輸大臣が指定[15]。
3. 国は、鉄道高架化によってうける受益分を差し引いた残分について補助[15]。

以上の事項を大蔵省に求めた。
大蔵省は、1968年1月6日に下記の見解を示した。
1. 鉄道高架化事業（地下化を含む）は、都市計画事業で実施[16]。
2. 事業主体は、県[16]。
3. 鉄道高架化事業の鉄道側と道路側の費用負担区分については、建設省と運輸省間で再検討[16]。

### 事業の新方針
1968年5月7日の国鉄基本問題調査会で、鉄道高架化の新方針を定めた。
1. 都市計画決定は、高架化部分を含む最寄り駅までの区間が対象[17]。
2. 事業範囲は、既設線相当分が対象[17]。線路増設分は、含めない[17]。
3. 事業主体は、都道府県と政令指定都市[17]。

2005年度から、事業主体を県庁所在都市、人口20万以上の都市、東京23区に広げた。

### 連続立体交差化の定義
1969年9月1日に建設省と運輸省間で、都市における道路と鉄道との連続立体交差化に関する協定及び同細目協定を取り決めた。費用は、国鉄（JR）が10%で私鉄が7%、残額を都市計画事業施行者が負担する。2004年4月に都市における道路と鉄道との連続立体交差化に関する要綱及び同細目要綱を適用した。連続立体交差化の定義は、下記のとおり。
1. 道路と鉄道線路との立体交差を3箇所以上新設[22]。うち、幹線道路[注釈 3]が2箇所以上[22]。
2. 両端の幹線道路の中心間距離が350メートル以上[22]。
3. 踏切を2箇所以上除却[22]。

連続立体交差化は、高架式のほか地下式を含む。

### 費用負担の改定
1992年3月31日に費用負担を改定した。JRや私鉄を問わず、4つの地域ごとに負担する（A地域：14%、B地域：10%、C地域：7%、D地域：5%）。2007年8月にA地域の負担率を15%、D地域の負担率を4%に変更した。地域一覧は、下表のとおり。
| 地域名 | 区域 | 出典          |
| ------ | --- | ------------- |
| A地域  | 東京23区 | [ 24 ] [ 25 ] |
| B地域  | 首都圏整備法第2条の東京23区を除く既成市街地と近郊整備地帯の区域 近畿圏整備法第2条の既成都市区域 政令指定都市 | [ 24 ] [ 25 ] |
| C地域  | 近畿圏整備法第2条の近郊整備区域 中部圏開発整備法第2条の都市整備区域 A地域とB地域を除く人口30万以上の都市区域 | [ 24 ] [ 25 ] |
| D地域  | A地域、B地域、C地域を除く区域                                                                                | [ 24 ] [ 25 ] |

鉄道事業者負担率は、高架方式を採る。地下方式は、都市計画事業施行者と鉄道事業者間で別途協議をする。

## 事業箇所

### 札幌・南関東
| 路線                   | 区間                | 構造形式                        | 全線切り替え完了（予定） | 出典   |
| ---------------------- | ------------------- | ------------------------------- | ------------------------ | ------ |
| JR札沼線               | 篠路駅付近          | 高架化                          | 2032年3月31日            | [ 27 ] |
| JR埼京線（赤羽線）     | 十条駅付近          | 高架化                          | 2031年3月31日            | [ 28 ] |
| JR南武線               | 矢向駅 - 武蔵小杉駅 | 高架化                          | 2038年度                 | [ 29 ] |
| 東武伊勢崎線・野田線   | 春日部駅付近        | 高架化                          | 2031年度                 | [ 30 ] |
| 東武東上本線           | 大山駅付近          | 高架化                          | 2030年度末               | [ 31 ] |
| 西武新宿線             | 井荻駅 - 西武柳沢駅 | 高架化                          | 2038年3月31日            | [ 32 ] |
| 西武新宿線             | 東村山駅付近        | 高架化                          | 2027年度末               | [ 33 ] |
| 西武国分寺線・西武園線 | 東村山駅付近        | 高架化                          | 2026年度末               | [ 33 ] |
| 京成押上線             | 四ツ木駅 - 青砥駅   | 高架化                          | 2030年3月                | [ 34 ] |
| 京王線                 | 笹塚駅 - 仙川駅     | 高架化                          | 2031年3月31日            | [ 35 ] |
| 京急本線               | 泉岳寺駅 - 新馬場駅 | 品川駅：地平化 北品川駅：高架化 | 2027年度                 | [ 36 ] |
| 西武新宿線             | 中井駅 - 野方駅     | 地下化                          | 2026年度第2四半期        | [ 37 ] |
| 京急大師線             | 鈴木町駅 - 東門前駅 | 地下化                          | 2037年度                 | [ 38 ] |
| 相鉄本線               | 鶴ヶ峰駅付近        | 地下化                          | 2033年度                 | [ 39 ] |

| 路線         | 区間                  | 構造形式 | 認可取得（予定） | 出典   |
| ------------ | --------------------- | -------- | ---------------- | ------ |
| JR南武線     | 谷保駅 - 立川駅       | 高架化   | 2028年度         | [ 40 ] |
| 西武新宿線   | 野方駅 - 井荻駅       | -        | -                | [ 41 ] |
| 京成本線     | 京成高砂駅 - 江戸川駅 | 高架化   | -                | [ 42 ] |
| 東急大井町線 | 戸越公園駅付近        | 高架化   | 2025年度         | [ 43 ] |

### 中部・関西・広島
| 路線                   | 区間                  | 全線切り替え完了（予定） | 出典   |
| ---------------------- | --------------------- | ------------------------ | ------ |
| JR東海道本線・御殿場線 | 沼津駅付近            | 2040年度                 | [ 44 ] |
| JR武豊線               | 半田駅付近            | 2030年度                 | [ 45 ] |
| JR山陽本線・呉線       | 向洋駅付近            | 2033年春                 | [ 46 ] |
| 富山地方鉄道本線       | 電鉄富山駅付近        | 2028年度                 | [ 47 ] |
| 名鉄名古屋本線         | 岐南駅 - 名鉄岐阜駅   | 2034年度                 | [ 48 ] |
| 名鉄名古屋本線         | 知立駅付近            | 2025年度                 | [ 49 ] |
| 名鉄三河線             | 知立駅付近            | 2027年度                 | [ 49 ] |
| 名鉄三河線             | 若林駅付近            | 2026年3月                | [ 50 ] |
| 南海本線               | 石津川駅 - 羽衣駅     | 2030年度末               | [ 51 ] |
| 南海高野線             | 浅香山駅 - 堺東駅     | 2035年度                 | [ 52 ] |
| 京阪本線               | 寝屋川市駅 - 枚方市駅 | 2028年度                 | [ 53 ] |
| 阪急京都本線           | 摂津市駅付近          | 2033年度                 | [ 54 ] |
| 阪急京都本線・千里線   | 淡路駅付近            | 2028年度                 | [ 55 ] |

| 路線                             | 区間            | 構造形式 | 認可取得・着工（予定）                  | 出典   |
| -------------------------------- | --------------- | -------- | --------------------------------------- | ------ |
| JR片町線（学研都市線）・JR東西線 | 京橋駅付近      | 地下化   | 2030年度（認可取得） 2051年度（地下化） | [ 56 ] |
| JR神戸線                         | 東加古川駅付近  | 高架化   | 2031年度                                | [ 57 ] |
| 名鉄名古屋本線                   | 桜駅 - 本星崎駅 | 高架化   | -                                       | [ 58 ] |
| 山陽電鉄本線                     | 高砂駅 - 荒井駅 | 高架化   | -                                       | [ 59 ] |

### 事業完了
| 路線                                             | 区間                                    | 事業期間（年度） | 出典   |
| ------------------------------------------------ | --------------------------------------- | ---------------- | ------ |
| JR舞鶴線・小浜線                                 | 東舞鶴駅付近                            | 1990 - 1997      | [ 60 ] |
| JR山陰本線（嵯峨野線）                           | 二条駅 - 花園駅                         | 1989 - 2002      | [ 60 ] |
| JR山陰本線・福知山線・京都丹後鉄道               | 福知山駅付近                            | 1996 - 2009      | [ 60 ] |
| JR片町線（学研都市線）                           | 住道駅付近                              | 1975 - 1991      | [ 61 ] |
| JR阪和線                                         | 美章園駅 - 杉本町駅付近                 | 1982 - 2007      | [ 60 ] |
| JRおおさか東線                                   | JR長瀬駅付近                            | 1999 - 2016      | [ 61 ] |
| JR山陽本線（JR神戸線）・加古川線                 | 加古川駅付近                            | 1993 - 2005      | [ 62 ] |
| JR山陽本線（JR神戸線）・播但線・姫新線           | 姫路駅付近                              | 1988 - 2010      | [ 62 ] |
| JR関西本線（大和路線）・桜井線（万葉まほろば線） | 奈良駅付近                              | 1997 - 2012      | [ 60 ] |
| 京阪本線                                         | 三条駅 - 東福寺駅                       | 1977 - 1988      | [ 60 ] |
| 近鉄京都線                                       | 京都駅 - 東寺駅                         | 1966 - 1969      | [ 60 ] |
| 近鉄京都線                                       | 東寺駅 - 竹田駅                         | 1989 - 2002      | [ 60 ] |
| 阪急京都本線                                     | 洛西口駅付近                            | 2006 - 2017      | [ 63 ] |
| 京阪本線                                         | 守口市駅 - 萱島駅付近                   | 1972 - 1982      | [ 61 ] |
| 京阪本線・交野線                                 | 枚方市駅付近                            | 1975 - 1994      | [ 61 ] |
| 京阪本線                                         | 寝屋川市駅付近                          | 1981 - 2001      | [ 61 ] |
| 京急本線・京急空港線                             | 平和島駅-六郷土手駅 京急蒲田駅-大鳥居駅 | 1985-2012        | [ 64 ] |

## ギャラリー
三大都市圏の鉄道高架橋新設工事
- 西武鉄道東村山駅付近（東京）
- 阪急電鉄淡路駅付近（大阪）
- 名古屋鉄道知立駅付近（愛知）